# William Rees-Mogg, Baron Rees-Mogg
William Rees-Mogg, Baron Rees-Mogg Kt (* 14. Juli 1928 in Bristol, England; † 29. Dezember 2012) war ein britischer Journalist, Autor und Politiker der Conservative Party, langjähriger Herausgeber der Tageszeitung The Times und seit 1988 als Life Peer Mitglied des House of Lords.
Er ist der Vater des Politikers Jacob Rees-Mogg und der Politikerin Annunziata Rees-Mogg.

## Leben

### Journalist und langjähriger Herausgeber vonThe Times
Der Sohn eines Sheriff of Somerset aus einer landsässigen Bürgerfamilie und einer irisch-amerikanischen, katholischen Mutter wuchs in Bristol auf. Nach dem Besuch des Clifton College sowie der Charterhouse School absolvierte Rees-Mogg, der 1951 Präsident der Oxford Union war, ein Studium am Balliol College der University of Oxford und trat 1952 als Journalist in die Redaktion der Wirtschaftszeitung Financial Times ein, für die er zwischen 1955 und 1960 als leitender Artikelautor sowie zugleich von 1957 bis 1960 als Assistent des Herausgebers tätig war. Während dieser Zeit kandidierte er für die Conservative Party bei einer Nachwahl am 27. September 1956 sowie bei den Unterhauswahlen am 8. Oktober 1959 im Wahlkreis Chester-le-Street für ein Abgeordnetenmandat im House of Commons, unterlag aber jeweils deutlich dem Kandidaten der Labour Party, Norman Pentland.
1960 wechselte Rees-Mogg zur Wochenzeitung The Sunday Times und war dort zunächst Stadt-Redakteur sowie zwischen 1961 und 1963 Redakteur für Politik und Wirtschaft, ehe er schließlich von 1964 bis 1967 stellvertretender Herausgeber dieser Zeitung war. In den Jahren von 1961 bis 1963 fungierte er auch als Vize-Vorsitzender des Nationalen Beratungskomitees der Conservative Party für politische Bildung. Zwischenzeitlich war er von 1963 bis 1964 Präsident des Chartered Institute of Journalists, des Berufsverbands der britischen Journalisten.
1967 folgte er auf William Haley als Herausgeber der Tageszeitung The Times und bekleidete diese Funktion vierzehn Jahre lang bis zu seiner Ablösung durch Harold Evans 1981. Daneben fungierte er zwischen 1968 und 1981 auch als Mitglied des Exekutivvorstands von Times Newspapers Ltd. sowie zeitgleich als Direktor von The Times und war zuletzt von 1978 und 1981 auch Direktor von Times Newspapers Ltd. Als Herausgeber der Times kritisierte Rees-Mogg 1967 in einem viel beachteten Leitartikel mit dem Titel “Who breaks a butterfly on a wheel?” („Wer bricht einen Schmetterling auf einem Rad?“, frei übersetzt: „Wer schießt mit Kanonen auf Spatzen?“) das harte Vorgehen der Justiz in einem Drogenverfahren gegen Mick Jagger und Keith Richards nach einer Razzia in Richards Landhaus Redlands in Sussex am 11./12. Februar 1967. Drohten den beiden Frontmännern der Rolling Stones zunächst mehrjährige Haftstrafen, wurden sie durch das Umschlagen der öffentlichen Meinung infolge des Leitartikels lediglich zu Geldstrafen verurteilt.
Nach Beendigung dieser Tätigkeiten wurde Rees-Mogg, der 1978 auch High Sheriff von Somerset wurde, 1981 zum Knight Bachelor geschlagen und führte seither den Namenszusatz „Sir“.

### Manager und Oberhausmitglied
Nach seinem Ausscheiden bei The Times übernahm Sir William Rees-Mogg zahlreiche Führungspositionen in der Privatwirtschaft und war unter anderem zwischen 1981 und 1997 Vorstandsmitglied der General Electric Company (GEC plc) sowie von 1981 bis 1986 Vize-Vorsitzender des BBC Board of Governors. Zugleich wurde er 1982 als Nachfolger des früheren Gesundheitsministers Kenneth Robinson Vorsitzender des Kunstrates (Arts Council of Great Britain) und bekleidete diese Funktion bis zu seiner Ablösung durch Peter Palumbo 1988. Daneben engagierte er sich zwischen 1983 und 1984 auch als Präsident der English Association, die sich für die Förderung der englischen Sprache und Literatur einsetzt.
Rees-Mogg, der seit 1983 Vorstandsvorsitzender des Verlages Pickering & Chatto Publishers Ltd. war, war ferner von 1985 bis 1988 Vorstandsvorsitzender von Sidgwick & Jackson (ein Imprint von Macmillan Publishers) sowie zwischen 1987 und 1994 Vorstandsmitglied der Investmentgesellschaft M&G.
Durch ein Letters Patent vom 8. August 1988 wurde er als Life Peer mit dem Titel Baron Rees-Mogg of Hinton Blewitt in the County of Avon in den Adelsstand erhoben. Kurz darauf erfolgte seine Einführung (Introduction) als Mitglied des House of Lords. Im Oberhaus gehörte er zunächst zur Fraktion der konservativen Tories, wechselte aber später zur Gruppe der sogenannten Crossbencher.
Daneben war er zwischen 1988 und 1993 Vorsitzender des Rates für Rundfunkstandards sowie zugleich von 1989 bis 1992 Vorstandsvorsitzender des Verlagshauses Sinclair-Stevenson Ltd. Lord Rees-Mogg, der seit 1992 als Kolumnist auch wieder journalistisch für The Times tätig wurde und zwischen 1992 und 2009 Präsident der Thorney Island Society war, war ferner von 1993 bis 1998 Vorstandsvorsitzender der IBC Group plc sowie zwischen 1993 und 2005 Vorstandsmitglied von The Private Bank and Trust Co. Des Weiteren war er seit 1995 Vorstandsvorsitzender von Fleet Street Publications Ltd. und von 1996 bis 1999 Vorstandsmitglied der Value Realisation Trust plc. Schließlich war er zwischen 2004 und 2011 Kolumnist für die Wochenzeitung Mail on Sunday.

## Veröffentlichungen
- The Reigning Error: The Crisis of World Inflation (1974)
- An Humbler Heaven (1977)
- Blood in the Streets (Mitautor Jim Davidson, 1987)
- The Great Reckoning (Mitautor Jim Davidson, 1991)
- Picnics on Vesuvius (1992)
- The Sovereign Individual (Mitautor Jim Davidson, 1997)